# Гжанянц, Альберт Мосесович
Альберт Мосесович Гжанянц (род. 20 сентября 1938, Орджоникидзе) — российский тромбонист, солист Московского симфонического оркестра под управлением Вероники Дударовой и симфонического оркестра Московского музыкального театра имени К. С. Станиславского и Вл. И. Немировича-Данченко, Заслуженный артист РСФСР (18 мая 1984)

## Биография
Альберт Гжанянц окончил музыкальное училище при Ленинградской консерватории по классу Иосифа Гершковича и Виктора Сумеркина в 1959 году. В 1964 он окончил Ленинградскую консерваторию по классу Николая Коршунова. После окончания консерватории Гжанянц с 1964 по 1971 год играл в оркестре Оперной студии Ленинградской консерватории. Переехав в 1971 году в Москву, он стал солистом Московского симфонического оркестра под управлением Вероники Дударовой. Проработав в этом оркестре более двадцати лет, в 1993 году Альберт Гжанянц покинул его и стал солистом Московского музыкального театра имени К. С. Станиславского и Вл. И. Немировича-Данченко.
Заслуженный артист РСФСР с 18 мая 1984 года.